# Branko Zebec
Branislav 'Branko' Zebec (Zagreb, 17 mei 1929 – Zagreb, 26 september 1988) was een Joegoslavisch voetbalspeler- en trainer. Hij bracht het merendeel van zijn spelersloopbaan door in eigen land en was international van Joegoslavië, waarmee hij deelnam aan het WK 1954, het WK 1958 en het EK 1960. 
Na zijn spelersloopbaan stapte Zebec het trainersvak in. Zijn grootste succes was in 1969, toen hij Bayern München leidde naar hun eerste Bundesliga-titel en dat jaar eveneens de DFB-Pokal veroverde. Tien jaar later won hij wederom de Bundesliga, ditmaal was het Hamburger SV dat onder leiding van de Joegoslavische trainer de eerste titel in de clubgeschiedenis won. Met HSV bereikte hij in 1980 de finale van de Europacup I, maar verloor deze van Nottingham Forest. Zebec had een grote bijdrage aan de ontwikkeling van Bayern tot Europese topploeg, maar zijn carrière - evenals zijn leven - eindigde vroegtijdig als gevolg van een ernstige alcoholverslaving. Hij is een van de succesvolste coaches in de geschiedenis van de Bundesliga. Hij heeft 413 Bundesliga-wedstrijden geleid, meer dan welke andere niet-Duitse coach dan ook.

## Spelerscarrière

### Beginjaren
Zebec werd geboren in Zagreb, in het Koninkrijk Joegoslavië. Hij begon zijn carrière bij Građanski Zagreb tijdens de Tweede Wereldoorlog en speelde van 1943 tot 1945 in de jeugdopleiding van de club. Nadat Građanski na de oorlog werd opgeheven, zette Zebec zijn carrière voort bij andere amateurclubs in Zagreb. Eerst bij Poštar, toen Lokomotiva na een fusie tussen de twee clubs en daarna bij Milicioner. Laatstgenoemde ploeg veranderde in 1950 haar naam naar Borac. Zebec was naast het voetbal een fervent schaker en studeerde wiskunde en natuurkunde in Belgrado.
Er is weinig bekend over Zebec's spelersloopbaan voordat hij bij FK Partizan arriveerde en de periodes en statistieken zijn niet met zekerheid vast te stellen. Wel is bekend dat Zebec in 1950 met Borac uitkwam op het tweede niveau. Eén wedstrijd was zonder twijfel doorslaggevend voor zijn voetbalcarrière. Als tweedeklassers speelden Borac en Sloga uit Novi Sad (het huidige FK Vojvodina) een beslissende wedstrijd om de eerste plaats. Borac won met 3–1, waarbij Branko Zebec alle drie de doelpunten scoorde, waarvan twee met een kopbal. Hierdoor werd Borac kampioen en verdiende het promotie naar de Prva Liga 1951. Zijn goede prestaties zorgden er ook voor dat hij op 22-jarige leeftijd, als speler van Borac, voor het eerst werd opgeroepen voor het nationale elftal.

### FK Partizan

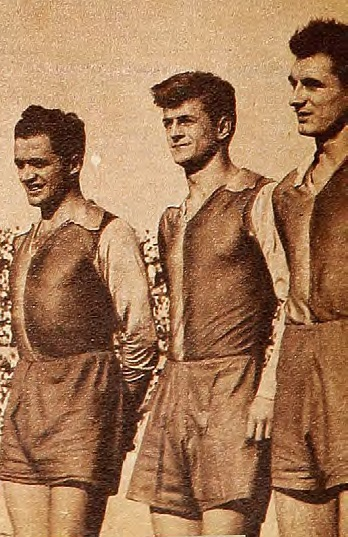
Prvoslav Mihajlović, Miloš Milutinović en Branko Zebec (1954). Het trio was in de jaren vijftig ploeggenoten bij zowel FK Partizan als het nationale elftal.

In 1951 of 1952 maakte Zebec de overstap naar FK Partizan, spelend op het hoogste niveau. Partizan was destijds een van de grotere clubs in Joegoslavië en had in 1948 voor de tweede maal in de geschiedenis de landstitel veroverd. Zebec speelde op de linksbuiten positie en vormde samen met de spits Stjepan Bobek en andere aanvaller Aleksandar Atanacković de voorhoede van de club uit Belgrado. Daarnaast was Zlatko Čajkovski al jaren een vaste waarde op het middenveld.
Op 29 november 1952 trad het eerste succes aan voor Zebec en zijn ploeggenoten. Op die dag speelde FK Partizan de finale van de zesde editie van de Joegoslavische voetbalbeker met als tegenstander stadsgenoot en rivaal Rode Ster. Het duel werd met 6–0 gewonnen, mede dankzij twee doelpunten van Zebec. Twee jaar later werd dit kunstje herhaalt, wederom door Rode Ster te verslaan in de finale. Naast de linksbuiten positie speelde Zebec ook regelmatig als midvoor. Zebec zou uiteindelijk tot begin 1959 spelen voor Partizan, een periode waarin de club in de competitie in de schaduw bleef staan van de twee grotere clubs van die tijd, Hajduk Split en Rode Ster Belgrado. Zo moest Partizan in 1956, net als in 1958, genoegen nemen met een eervolle tweede plaats in het kampioenschap. Tussendoor zou Zebec met Partizan wel nog een keer de Joegoslavische beker winnen, in 1957.
Met Partizan nam Zebec in het seizoen 1955/56 deel aan de allereerste editie van de Europacup I, de voorloper van de UEFA Champions League. De clubs die deelnamen aan het eerste seizoen van de Europacup waren geselecteerd door het Franse voetbaltijdschrift L'Équipe op basis van het feit dat het representatieve en prestigieuze clubs in Europa waren. Partizan overkwam de eerste ronde gemakkelijk. Eerst versloegen ze Sporting Lissabon met een totale score van 8–5 (3–3 en 5–2) en vervolgens stonden ze tegenover het toen zeer sterke Real Madrid onder leiding van Alfredo Di Stéfano en Francisco Gento. De eerste wedstrijd in Madrid, voor ruim honderdvijfduizend toeschouwers, eindigde met een 4–0 overwinning voor Real. Castaño scoorde twee doelpunten en Gento en Di Stéfano scoorden er elk één. De tweede wedstrijd, waarin Partizan hun ware kracht toonde, eindigde met een score van 3–0 voor Partizan, wat niet genoeg was om verder te gaan. Miloš Milutinović werd dat jaar de eerste topscorer van het toernooi met acht treffers.

### Rode Ster Belgrado

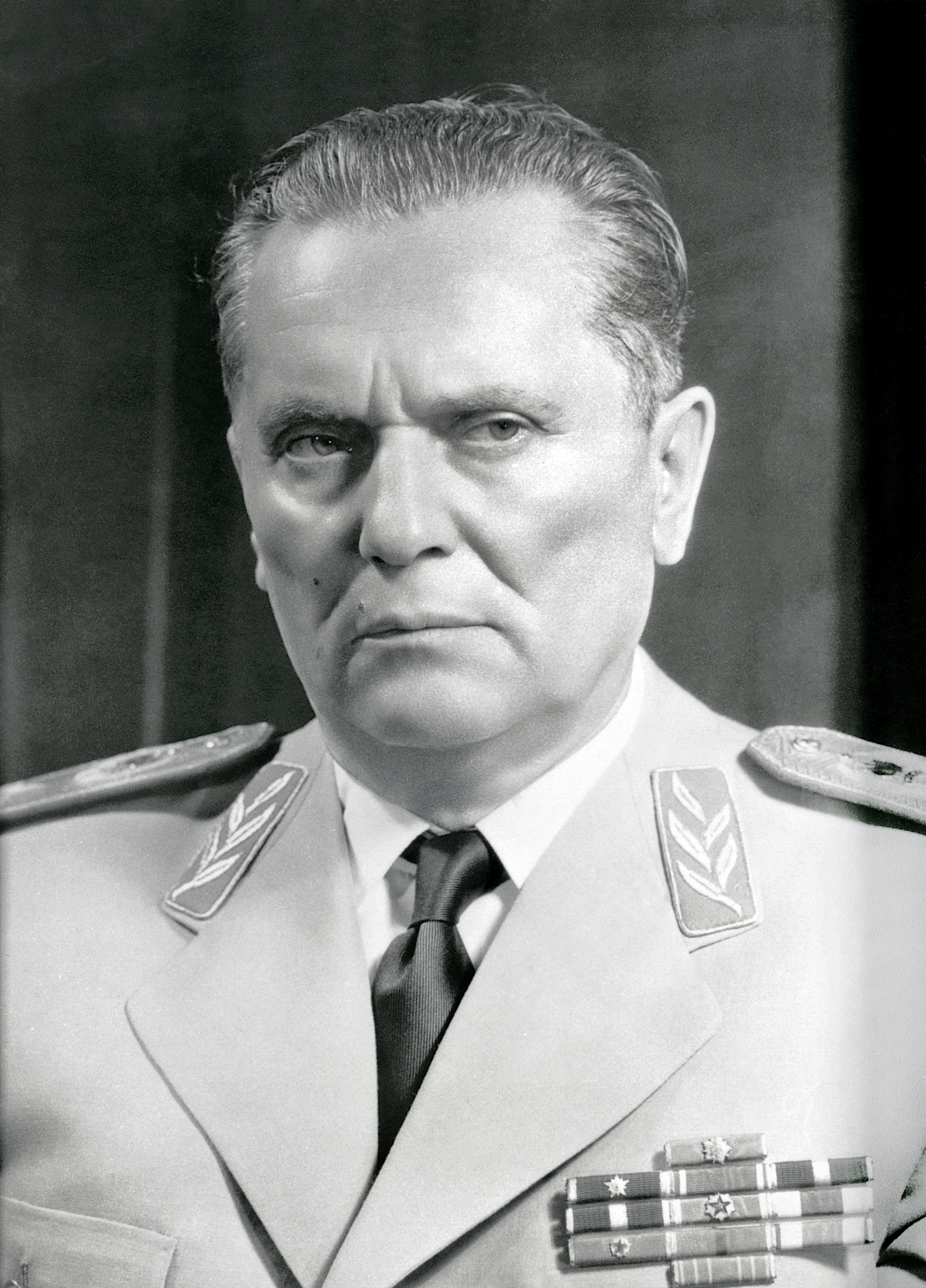
Zebec' contract bij Partizan werd halverwege het seizoen ontbonden, naar verluidt vanwege kritiek op de Joegoslavische leider Josip Broz Tito (foto). Nadien stapte Zebec over naar Rode Ster.

Halverwege het seizoen 1958/59 werd Zebec' contract bij Partizan Belgrado ontbonden. Uit een artikel van De Nieuwe Limburger daterende van mei 1959 kwam naar voren dat dit besluit was genomen omdat de voetballer een oppositionele houding had tegen het bestaande regime, onder leiding van Josip Broz Tito, de leider van de Socialistische Federale Republiek Joegoslavië. Tevens werd Zebec in diezelfde periode bij de nationale ploeg uit zijn aanvoerdersfunctie gezet, vanwege "onsportief gedrag" in een oefeninterland tegen West-Duitsland een week eerder.
Zebec maakte voorafgaand aan het seizoen 1959/60 de overstap naar rivaal en stadsgenoot Rode Ster Belgrado, dat het voorgaande seizoen nog de landstitel in de wacht hadden gesleept door Partizan op basis van doelsaldo af te troeven. Zebec werd bij zijn komst bij Rode Ster door coach Michel Pavić verkozen tot nieuwe aanvoerder. Aan het einde van zijn eerste seizoen bij Rode Ster had hij eindelijk het genoegen om met zijn teamgenoten de titel van Joegoslavisch kampioen te vieren, nadat de rood-witten als eerste eindigden, met één punt voorsprong op Dinamo Zagreb. In zijn tweede en tevens laatste seizoen bij Rode Ster werden Zebec en zijn ploeg vice-kampioen, achter Partizan.
Rond het einde van dit tweede seizoen kwam Zebec, evenals Jovan Miladinović (FK Partizan) in opspraak. De twee bevonden zich na de interlandwedstrijd tussen Joegoslavië en Polen (2–1 overwinning) in een nachtclub en raakten betrokken bij een vechtpartij. Ze werden veroordeeld tot dertig dagen gevangenisstraf. Daar waar Miladinović later nog terug zou keren in het nationale elftal, zou het voor Zebec zijn laatste interland blijken. Dit kwam mede door het feit dat hij medio 1961 Joegoslavië achter zich liet om in West-Duitsland te gaan voetballen.

### Alemannia Aachen
In 1961 was Zebec oud genoeg om als voetballer het land te verlaten, gezien de politieke omstandigheden van die tijd. Hij trok voor het seizoen 1961/62 naar Aken om te gaan voetballen bij Alemannia Aachen. De club speelde in de Oberliga West, destijds de hoogste voetbalklasse in West-Duitsland. Twee jaar later kwam er met de invoering van de Bundesliga een nationale competitie. Samen met Schalke 04 en Borussia Dortmund was Alemannia Aachen de enige club die sinds het begin van de invoering van de Oberliga altijd in de hoogste klasse speelde. De Oberliga West kreeg vijf startbewijzen voor de Bundesliga. Alemannia wist als vijfde te eindigen, maar het was Schalke 04 dat over het algemeen betere prestaties behaalde dan Aachen en zesde geworden was dat naar de Bundesliga ging. Alemannia protesteerde bij de bond en vroeg om een uitbreiding naar achttien clubs om zo toch in de Bundesliga opgenomen te worden, maar hier werd geen gehoor aan gegeven door de bond.
Hierdoor traden Zebec en zijn ploeggenoten medio 1963 aan op het tweede niveau, in de nieuw opgerichte Regionalliga. Zebec was met zijn 33 jaar de oudste speler van de ploeg en eveneens de enige selectiespeler die niet uit Aken of omgeving kwam. Aachen werd, met de Joegoslavier als vaste waarde op het middenveld, kampioen in de Regionallia West en plaatste zich dusdoende voor de eindronde om promotie naar de Bundesliga. In de eerste wedstrijd van deze eindronde, tegen FK Pirmasens, raakte Zebec na drie minuten geblesseerd. Zebec keerde tien minuten later weliswaar in het elftal terug, maar kwam op de linksbuiten positie weinig meer in het spel voor. De blessure was van dusdanige aard, dat hij de rest van de eindronde niet meer in actie kwam. Aachen liep uiteindelijk promotie naar de Bundesliga mis. Het volgende seizoen werd wederom de eindronde behaald, maar zonder succes. In de DFB-Pokal reikte Aachen als tweedeklasser de finale, waarin Borussia Dortmund uit de Bundesliga te sterk bleek. Door blessureleed miste Zebec echter de finale van het toernooi. Medio 1965 hing Zebec zijn voetbalschoenen aan de wilgen. Hij speelde ruim honderd wedstrijden voor de club.

## Interlandcarrière
Zebec kwam tussen 1951 en 1961 in totaal vijfenzestig maal uit voor zijn vaderland, waarin hij zeventien maal het net deed laten bollen. Met Joegoslavië nam Zebec eenmaal deel aan de Olympische Spelen (1952), tweemaal aan het Wereldkampioenschap voetbal (1954 en 1958) en eenmaal aan het Europees kampioenschap voetbal (1960). Ondanks dat de periode waarin Zebec international was bekend staat als een van de sterkere periodes in de geschiedenis van het Joegoslavisch elftal, werden er geen prijzen gewonnen. Wel werd Zebec in 1960 met zijn land tweede in Parijs op de eerste editie van het Europees kampioenschap.
In juni 1951 werd Zebec voor het eerst opgeroepen voor het nationale elftal van Joegoslavië, voor een oefeninterland tegen Zwitserland. Hij maakte op 24 juni onder leiding van bondscoach Milorad Arsenijević zijn interlanddebuut voor Joegoslavië in Belgrado. Zebec bewees zijn waarde door twee doelpunten te maken in het met 7–3 gewonnen duel. In zijn eerste jaar als international kwam Zebec viermaal voor zijn land in actie, waarin hij evenveel doelpunten maakte. Het betrof allemaal vriendschappelijke wedstrijden.

#### Doorbraak op de Olympische Spelen
In de zomer van 1952 was Zebec een van de vier spelers van FK Partizan die door bondscoach Milorad Arsenijević werden opgenomen in de selectie van Joegoslavië voor de Olympische Spelen in Finland. De linksvoor startte het toernooi goed en scoorde vier doelpunten in de voorronde van het toernooi, waarin India met maar liefst 10–1 verslagen werd. De Joegoslaven waren veel te sterk voor de Indiërs, van wie zes op blote voeten speelden, en gingen door naar de eerste ronde. Hierin werd in een knotsgek duel met 5–5 gelijkgespeeld tegen de Sovjet-Unie, maar na een overwinning in de return twee dagen later gingen Zebec en zijn landgenoten alsnog door naar de kwartfinale. Na in de kwartfinale en de halve finale respectievelijk Denemarken en Duitsland uitgeschakeld te hebben, was in de finale Hongarije de tegenstander. Dit duel werd met 2–0 verloren, waardoor de Joegoslaven het toernooi afsloten met een zilveren plak. Zebec werd in de Nederlandse kranten geprezen om zijn goede spel op de linksvoor positie en sloot dankzij zijn zeven treffers het toernooi af als topscorer.

#### De WK's in Zwitserland en Zweden
Na het toernooi in Finland ging de focus op (de kwalificatie voor) het Wereldkampioenschap voetbal van 1954. In de een-na-laatste poulewedstrijd, tegen Israël, maakte Zebec tien minuten voor tijd de enige treffer van de wedstrijd. Hiermee was Joegoslavië vrijwel zeker van plaatsing voor het eindtoernooi. De Joegoslaven konden na afloop van het WK 1954 terugkijken op een goed toernooi. Voor het eerst sinds 1930 (de eerste editie van het WK) haalde het land weer de knock–outfase. Hierin bleek West–Duitsland echter te sterk. Voor Zebec was 19 juni 1954 een bijzondere dag. Hij scoorde toen in het groepsduel tegen Brazilië, voor het oog van circa vijfentwintigduizend toeschouwers, zijn eerste doelpunt op een Wereldkampioenschap.
Vier jaar later was er voor Zebec en co kans op eerherstel tijdens de editie van 1958, in Zweden. Joegoslavië ontweek dit keer de poulefase met Brazilië. In de groepsfase werden twee gelijke spelen genoteerd, tegen Schotland (1–1) en Paraguay (3–3). De doorgang naar de knock-outfase werd veiliggesteld dankzij de zege op het sterkste team in de poule, Frankrijk (3–2), een overwinning die zelfs de topscorer van dit kampioenschap, Just Fontaine, niet kon tegengaan. Joegoslavië stond in de knock-outfase opnieuw tegenover West–Duitsland, net als vier jaar eerder. In wederom een spannende en zware wedstrijd won Duitsland met het kleinste verschil dankzij een doelpunt van Helmut Rahn in de twaalfde minuut.

#### Gemiste finale en laatste interlands
In 1960 kwam voor Zebec de laatste kans op eerbewijs met de deelname aan de eerste editie van het Europees kampioenschap voetbal in Parijs. Het land stond inmiddels onder leiding van de bondscoaches Ljubomir Lovrić, Dragomir Nikolić en Aleksandar Tirnanić. Het trio had Zebec met zijn 31 jaar als oudste en meest ervaren speler opgenomen in de selectie. In de halve finale, waarin Zebec negentig minuten meespeelde, werd het Franse nationale elftal met 5–4 verslagen. Aanvankelijk hadden de Fransen, aantredend zonder Raymond Kopa, Just Fontaine en Roger Piantoni een voorsprong van 4–2, maar in ruim vijf minuten zetten de Joegoslaven de achterstand om in een voorsprong van 5–4, wat ook de eindstand werd. Wegens onbekende redenen ontbrak Zebec vervolgens in de finale van het toernooi, waarin de Sovjet-Unie na een verlenging aan het langste eind trok.
Op 4 juni 1961 speelde Zebec zijn laatste interland. Polen werd met 2–1 verslagen in een WK-kwalificatiewedstrijd. Na afloop raakten Zebec, evenals Jovan Miladinović (FK Partizan) in opspraak. De twee bevonden zich in een nachtclub en raakten betrokken bij een vechtpartij. Ze werden veroordeeld tot dertig dagen gevangenisstraf. Daar waar Miladinović later nog terug zou keren in het nationale elftal, zou het voor Zebec zijn laatste interland blijken. Dit kwam mede door het feit dat hij medio 1961 Joegoslavië achter zich liet om in West-Duitsland te gaan voetballen.

## Trainerscarrière

### Dinamo Zagreb

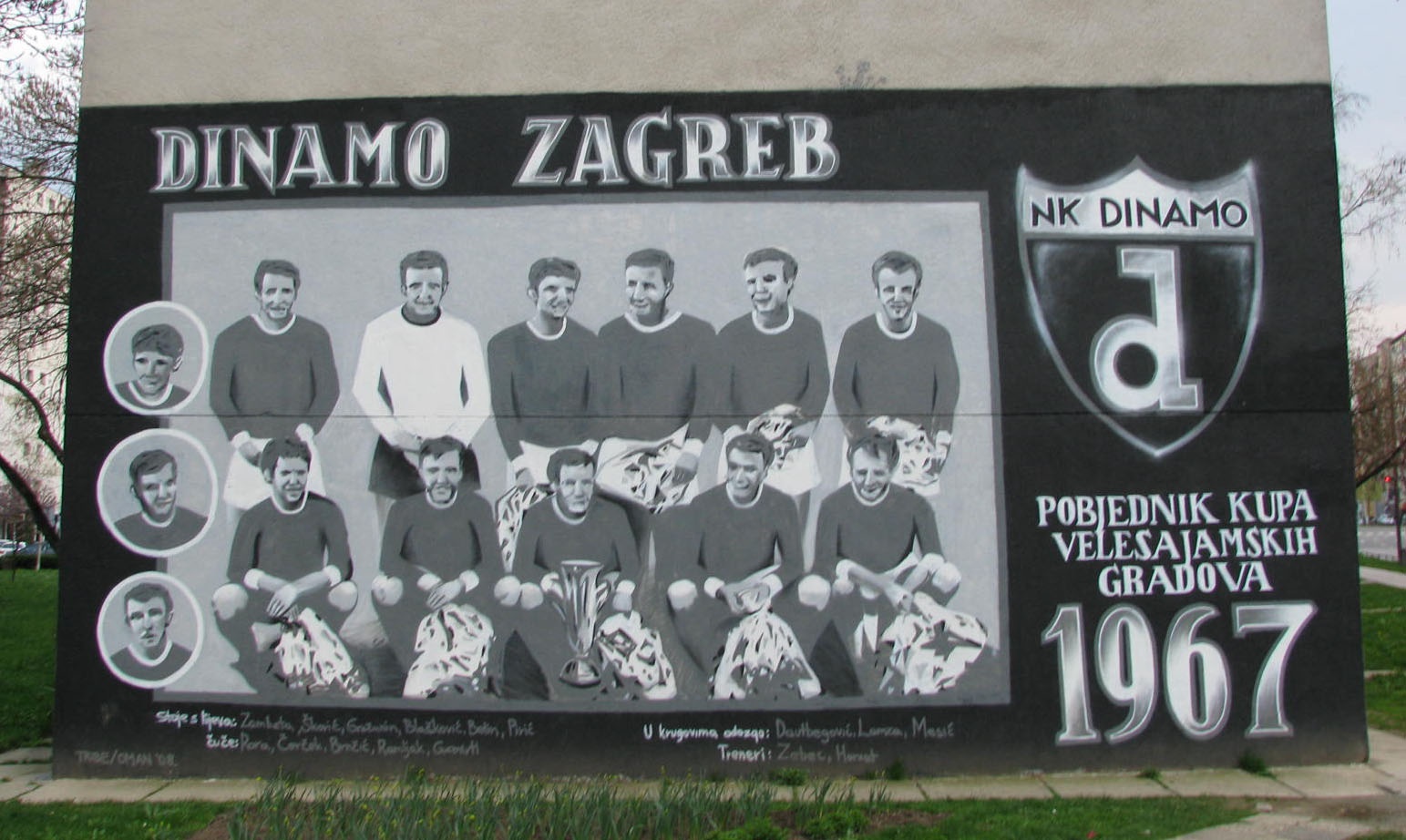
Graffiti in Zagreb ter herrinnering aan de winst van de Jaarbeursstedenbeker 1967. De naam van Zebec staat rechtsonder vermeldt.

Zebec rolde vlak na het beëindigen van zijn spelersloopbaan het trainersvak in. Hij startte zijn trainersloopbaan in het seizoen 1966/67, toen hij het stokje overnam van Ivan Jazbinšek bij Dinamo Zagreb.  Na de voorbereiding doorgebracht te hebben in Delnice voerde hij enkele veranderingen uit. Hij merkte op dat de spelers niet genoeg schotkracht hadden, dat velen individueel in plaats van collectief speelden, dat ze slecht bewogen zonder de bal en dat het leek alsof ze niet eens verwachtten dat ze de bal zouden krijgen. Hij benadrukte dat zijn belangrijkste doel was om statisch voetbal te bestrijden. Zebec benadrukte met name het belang van fysieke fitheid. Hij beweerde dat hij zich geen geweldig team kon voorstellen zonder volledige fysieke fitheid.

"Ik ben een inwoner van Zagreb en ik ben buitengewoon blij dat mijn carrière als speler en coach in die stad is begonnen." – Zebec over zijn loopbaan.

Het seizoen van Dinamo onder leiding van Zebec was een van de beste in de geschiedenis van de club, voornamelijk dankzij de prestaties in Europa. Het was namelijk in de Jaarbeursstedenbeker dat Zebec en zijn mannen de schijnwerpers pakten. The Blues versloegen in de kwartfinale Juventus in een furieuze wedstrijd, daarna schakelden ze met een comeback het Duitse Eintracht Frankfurt uit door een 3–0 uitnederlaag te herstellen met een 4–0 overwinning in Zagreb. In de finale trof Dinamo Zagreb het Leeds United van Jack Charlton en Billy Bremner. De eerste wedstrijd in het eigen Maksimirstadion werd met 2–0 gewonnen. Dankzij een doelpuntloos gelijkspel in Engeland een week later pakten Dinamo Zagreb de eerste Europese prijs in de clubgeschiedenis. Zebec zelf nam vlak voor de finale ontslag vanwege meningsverschillen met de clubleiding en verliet de club in de zomer van 1967. De laatste wedstrijden tegen Leeds United werden geleid door zijn opvolger Ivica Horvat.

### Bayern München
In november 1967 kwam het nieuws naar buiten dat Zebec het volgende seizoen aan de slag ging in Duitsland bij Bayern München. Bayern werd destijds nog niet als een topclub beschouwd. Ze hadden sinds hun eerste nationale titel van 1932 in het pre-Bundesliga-tijdperk niet serieus deelgenomen aan de Duitse landstitel. Zebec werd aanbevolen door zijn voorganger, Zlatko Cajkovski, die de overstap maakte naar Hannover 96. Het duo was in de jaren 50 ploeggenoten bij FK Partizan en het Joegoslavische elftal. 
De veranderingen gingen snel. Zebec implementeerde een geduldige passingstijl die door velen werd omschreven als "tiki-taka". Hij vond de beste positie voor Hans-Georg Schwarzenbeck door hem van linksback om te vormen tot een van de beste centrale verdedigers ter wereld, naast Franz Beckenbauer. Daarbij zat de komst van de twee Oostenrijkers Gustl Starek (1. FC Nürnberg) en Peter Pumm (FC Wacker Innsbruck). In de jaren die volgden, bleken beiden pijlers van zijn strategie, die steunde op een sterke verdediging.
Zebec zou geschiedenis schrijven bij Bayern München door in zijn eerste seizoen in dienst het Duitse kampioenschap te winnen, de eerste landstitel van de club in 37 jaar. Bovendien won het team ook de DFB-Pokal en behaalde daarmee ook de eerste dubbel in de geschiedenis van de Duitse Bundesliga. De ploeg baarde opzien door gedurende de loop van het hele seizoen gebruik te maken van slechts dertien verschillende spelers.
De periode van Zebec bij Bayern München kende ook een mindere kant. Zebec leed aan diabetes en mocht na een zware alvleesklieroperatie in 1970 helemaal geen alcohol meer drinken. Zebec was verslaafd aan alcohol, een ernstige ziekte die door zijn omgeving niet altijd serieus werd genomen omdat hij succesvol was als voetbaltrainer. Daarnaast was de leiderschapsstijl van Zebec te autoritair voor de smaak van de club. Hij stond erop alle beslissingen zelf te nemen - en dat maakte het functioneren moeilijk voor clubvoorzitter Wilhelm Neudecker en teammanager Robert Schwan. Het gedrag werd getolereerd zolang de resultaten goed waren, maar dit bleef niet eeuwig het geval. Toen Bayern halverwege de tweede seizoenshelft in een periode van drie wedstrijden slechts één punt pakte, nam de club afscheid van haar trainer.  De club was in november 1969 al op de hoogte gesteld dat de Joegoslavische trainer zijn aan het einde van het seizoen aflopende contract niet ging verlengen, maar besloot dus al eerder haar trainer de laan uit te sturen. Udo Lattek, assistent-trainer van West–Duitsland werd aangesteld als Zebec' opvolger.

### VfB Stuttgart
Zebec werd in december 1969 door zijn oude ploeg Alemannia Aachen, dat inmiddels in de Bundesliga speelde, gepolst voor de functie van hoofdtrainer, maar de Joegoslaaf ging hier niet op in. Later volgde ook een aanbieding van FC Barcelona, maar Zebec verklaarde hierover 'diverse goede aanbiedingen te hebben gekregen, ook uit Duitsland, en daarom in Duitsland te blijven'. In januari 1970 werd Zebec door Bundesliga-club VfB Stuttgart gepresenteerd als nieuwe trainer voor het aankomende seizoen 1970/71. Hij tekende een contract voor twee jaar.
In het seizoen 1970/71 eindigde Stuttgart, onder leiding van Zebec, op de twaalfde plaats in de Bundesliga. In de Duitse beker werd Stuttgart in de eerste ronde verrassend uitgeschakeld door tweedeklasser Holstein Kiel. Halverwege het seizoen eiste Zebec bij het bestuur van VfB Stuttgart de komst van nieuwe spelers om de selectie een impuls te geven, anders zou hij de club verlaten. Ondanks het dreigement zag het bestuur zich verplicht om hun beste speler Gilbert Gress te verkopen, om financieel meer ruimte te creëren. Ondanks het vertrek van de Fransman naar Olympique de Marseille, bleef Zebec toch aan als trainer van Stuttgart.
In zijn tweede seizoen als trainer van Stuttgart, werd het verzoek van Zebec in bepaalde mate ingewiligd. Zo werd de selectie versterkt met Duits international Horst Köppel en de Oostenrijkse middenvelder Hans Ettmayer. Daarnaast kwam sluitpost Zlatko Škorić over van NK Olimpija. Škorić was onderdeel van het elftal van Dinamo Zagreb dat in 1967 met Zebec als trainer de Jaarbeursstedenbeker won. De resultaten verbeterden echter niet zo goed als verwacht werd en het elftal eindigde op een achtste plek. Dit was een teleurstelling voor zowel de club als de trainer, die Stuttgart aan het einde van het seizoen verliet.

### Hajduk Split
Zebec keerde voor één seizoen terug naar Joegoslavië, waar hij dit keer Hajduk Split coachte. De trainer leidde Hajduk naar de halve finale van de Europacup II. In de competitie wist de ploeg uit Split geen potten te  breken. Het seizoen werd met een negende plek precies in de middenmoot afgesloten. Europees gezien was het behalen van de halve finale de beste prestatie tot dan toe, daar waar dit voorheen het tot drie keer toe bereiken van de kwartfinale van de Mitropacup was. In 1984 zou deze prestatie als enige keer nog herhaald worden, toen Hajduk de halve finale bereikte van de UEFA Cup.

### Eintracht Braunschweig
Voor het seizoen 1974/75 werd Zebec aangesteld als eindverantwoordelijke bij Eintracht Braunschweig, dat het voorgaande seizoen was gepromoveerd naar de Bundesliga. Zebec was de eerste buitenlandse trainer in de clubgeschiedenis en was de opvolger van de eerder ontslagen Duitser Otto Knefler. Braunschweig was in 1967 nog Duits landskampioen geworden, daarna weggezakt en in 1973 zelfs gedegradeerd uit de hoogste voetbaldivisie. Binnen een seizoen had de ploeg weten terug te keren naar de Bundesliga, mede dankzij de veelscorende Bernd Gersdorff. 
In de vier seizoenen dat Eintracht Braunschweig onder leiding stond van Zebec, zou het uitgroeien van promovendus tot kanshebber voor de landstitel. Dit kwam mede door het vele sponsorgeld dat ter beschikking was. Eintracht Braunschweig was de eerste Duitse ploeg, die met een reclameboodschap op de borst op het veld verscheen, van Jägermeister, waarvan de eigenaar een clubenthousiast was. Het embleem met het hert bleef voor een periode van vijf jaar op het shirt staan, voor een bedrag van vier ton. 
Het eerste seizoen was succesvol: al in de eerste weken zorgde Zebec’ elftal, dat als underdog begon, voor opschudding. Ze werden een bedreiging voor de favorieten, versloegen de ene na de andere topploeg en stonden rond de winterstop zelfs op de tweede plaats. Na de winterstop namen de goede resultaten echter af, wat een negende plaats in de eindrangschikking tot gevolg had. Binnen drie jaar klom Eintracht op van de negende naar de derde plaats. De laatstgenoemde derde plaats op de eindrangschikking was van 1977 en zorgde ervoor dat de titel net misgelopen werd doordat Zebec en Eintracht Braunschweig met één punt minder eindigden dan kampioen Borussia Mönchengladbach. 
In zijn vierde en laatste jaar bij de club kwam Paul Breitner, winnaar van het WK van 1974, over van Real Madrid. Ondanks deze versterking kon het team de goede resultaten niet vasthouden en eindigde het teleurstellend op de dertiende plaats. Europees gezien lukte het Zebec's ploeg om door te stomen tot de achtste finale van de UEFA Cup, waarin PSV de tegenstander was. Bij de Eindhovense ploeg, getraind door Kees Rijvers, stonden destijds onder meer Huub Stevens en de tweelingbroers Willy en René van de Kerkhof onder contract. Zebec's mannen hadden de achtste finale bereikt na in de voorgaande ronden Dynamo Kiev (Sovjet-Unie) en IK Start (Noorwegen) te verslaan. Nadat er in Eindhoven met 0–2 werd verloren, vond twee weken later de return in het Eintracht-Stadion plaats. PSV was wederom te sterk, ditmaal met 1–2, waarmee het Europese avontuur voor de Duitse club ten einde kwam. Anderhalve maand later kwam naar buiten dat Zebec Eintracht Braunschweig aan het einde van het lopende seizoen ging verlaten. De dertiende plaats die uiteindelijk behaald werd in de Bundesliga, betekende de laagste eindklassering voor Eintracht Braunschweigh in de periode Zebec.

### Hamburger SV
Zebec bleef in Duitsland werken en ging medio 1978 aan de slag bij Hamburger SV, waar hij de Turk Arkoç Özcan opvolgde. Ondanks het persoonlijke succes van sterspeler Kevin Keegan, die in 1978 de Ballon d'Or won, waren de resultaten van Hamburger SV in het voorgaande seizoen wisselend geweest met een negende plek in de eindrangschikking. Met de ervaring van Zebec hoopte de ploeg uit Hamburg op betere resultaten. In de zomer werden dan ook nieuwe spelers aan het team toegevoegd. Horst Hrubesch kwam over van Rot-Weiss Essen. Jimmy Hartwig, een van de eerste donkere spelers in de Duitse competitie, werd overgenomen van 1860 München en Bernd Wehmeyer kwam van Hannover 96.

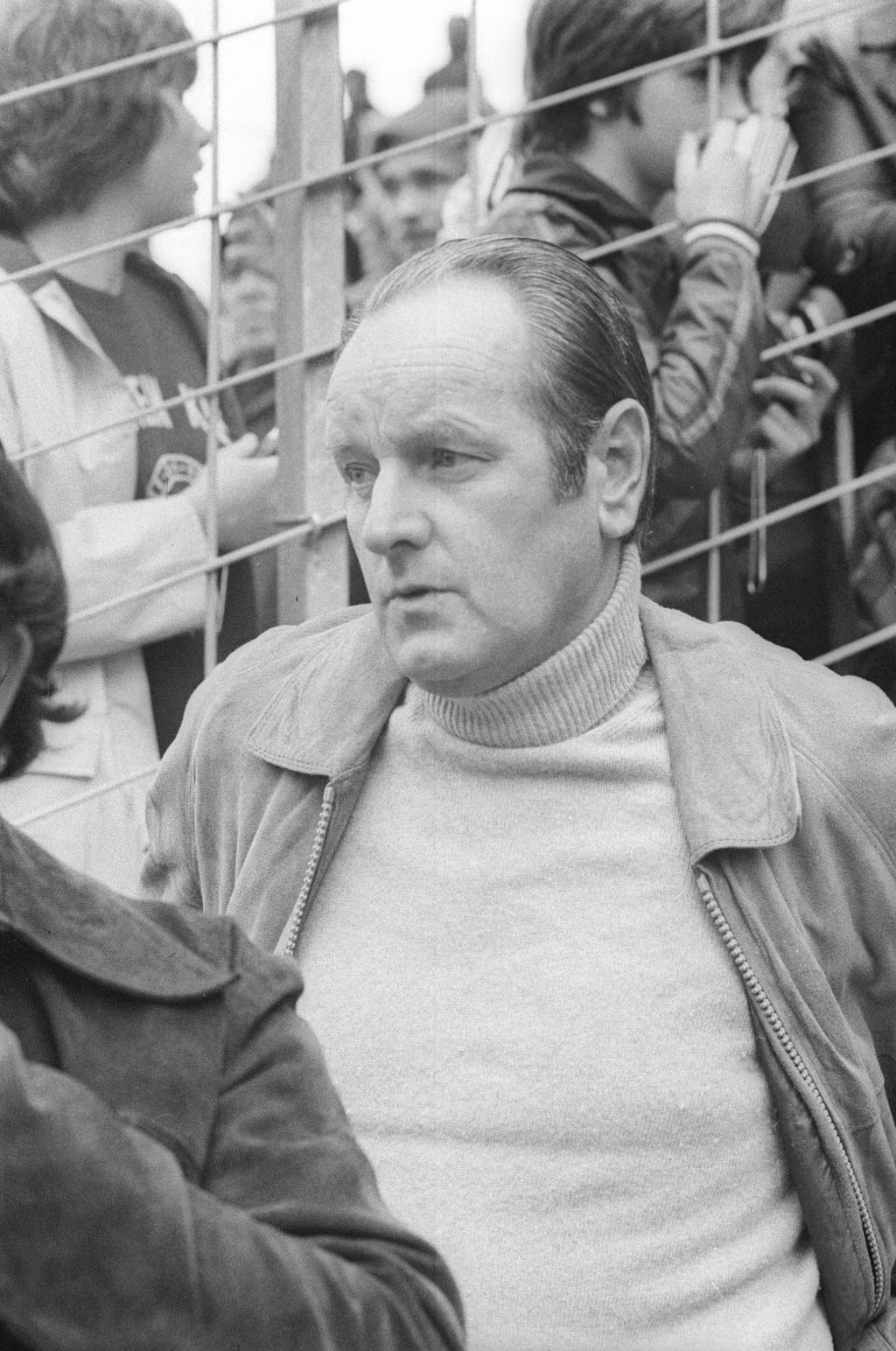
Branko Zebec als trainer van Hamburger SV tijdens een vriendschappelijke wedstrijd tegen Holstein Kiel in juli 1979.

De nieuwe aanwinsten wierpen haar vruchten af en Zebec kende een sterke eerste seizoenshelft bij zijn nieuwe werkgever. Na zeventien speelrondes, halverwege het seizoen, stonden 1. FC Kaiserslautern, Hamburger SV en VfB Stuttgart op de bovenste drie plekken met slechts twee punten van elkaar gescheiden. Na de winterstop leek HSV weg te zakken en behaalde één punt uit hun eerste drie wedstrijden. Begin april 1979, midden in een ongeslagen reeks van 12 wedstrijden, won Hamburger SV met 3–0 van directe concurrent 1. FC Kaiserslautern, die nadien slechts twee van hun laatste negen wedstrijden wonnen en afhaakten in de titelstrijd. Stuttgart deed lang mee in de strijd om de landstitel, maar verloor in hun voorlaatste wedstrijd met 1–4 thuis van 1. FC Köln. Een 0–0 gelijkspel tegen het voor handhaving strijdende Arminia Bielefeld was daardoor voldoende voor het elftal van Zebec om de eerste Bundesliga-titel in de clubgeschiedenis veilig te stellen. Grote man in het seizoen 1978/79 was de Engelsman Kevin Keegan, die dan ook het tweede opeenvolgende seizoen de Ballon d'Or won.
Daar waar in het eerste seizoen van Zebec bij Hamburger SV nog voornamelijk zijn sportieve prestaties in de schijnwerpers kwamen te staan, was dit in zijn tweede seizoen niet geheel het geval. Net als bij zijn vorige werkgever Eintracht Braunschweig kreeg Zebec geen grip op zijn alcoholgebruik. Hij kwam meerdere malen negatief in het nieuws. In april 1980 wist de Duitse ploeg het alcoholgebruik van haar trainer niet langer te verdoezelen. Voorafgaand aan een competitiewedstrijd tegen Borussia Dortmund was Zebec afwezig toen de spelersbus naar het Westfalenstadion vertrok, omdat hij dronken was en zich had verslapen. Toen hij wakker werd, besloot hij zelf naar Dortmund te rijden, maar werd aangehouden door de politie en verloor zijn rijbewijs. Zebec nam een taxi, arriveerde op tijd bij het stadion en nam plaats op de bank. Dat was een grove fout, want beelden van hem slapend op de reservebank, haalden de krantenkoppen. Doordat de club tot dat moment een uitstekend seizoen draaide, had het incident geen directe gevolgen voor de Joegoslavische trainer. 
Vier dagen na het incident baarden Zebec en Hamburger SV opzien, door in de terugwedstrijd van de halve finale van de Europacup I het grote Real Madrid met maar liefst 5–1 te verslaan. Hierdoor plaatsten ze zich voor de finale, waarin Nottingham Forest uiteindelijk zegevierde. De incidenten omtrent Zebec's alcoholgebruik bleven aanhouden en resulteerden in zijn ontslag in december 1980. De grens werd bereikt op 16 december 1980. De trainer verscheen op die dag na afloop van een 4–1 overwinning op 1860 München dronken op de persconferentie.

### Borussia Dortmund
In 1981/82 vond Zebec met Borussia Dortmund een nieuwe werkgever, waar hij in de voetsporen van Udo Lattek trad. Hij leidde hen naar de zesde plaats, hun beste resultaat in twaalf jaar, en leidde hen zelfs naar de UEFA Cup. Echter, zijn problemen omtrent alcohol namen nog steeds toe en stelden de mogelijkheden van de club om de samenwerking te verlengen, op de proef. Aan het einde van het seizoen zag Borussia de noodzaak om hem te laten gaan.

### Eintracht Frankfurt
In september 1982 ontsloeg Eintracht Frankfurt haar Oostenrijkse coach Helmut Senekowitsch en stelde Zebec daarvoor in de plaats aan. Dit gebeurde nadat de ploeg uit Frankfurt vier van haar eerste vijf competitiewedstrijden met een nederlaag had afgesloten. Bij Zebec' aanstelling stond Frankfurt op de zeventiende plek. De ploeg kende een wisselvallig seizoen onder de Joegoslaaf waarin overwinningen werden afgewisseld met nederlagen. Wel wist de ploeg al gauw de degradatiezone te ontstijgen en de mannen van Zebec sloten dan ook het seizoen met een tiende plek af in de middenmoot. Ook in zijn periode bij Frankfurt kwam Zebec in opspraak om zijn alcoholgebruik. Zo was de trainer tijdens de een-na-laatste competitiewedstrijd, tegen Werder Bremen, te dronken om zijn team te kunnen begeleiden.
Het volgende seizoen verliep slechter en Zebec zou het einde van het seizoen dan ook niet halen. Een 4–1 nederlaag tegen VfL Bochum op 15 oktober 1984 betekende het ontslag voor de trainer. Frankfurt had hierdoor na tien wedstrijden nog maar één overwinning geboekt en was dan ook hekkensluiter van de competitie. Eerder had de ploeg zich in de DFB-Pokal geblameerd door met 4–2 te verliezen van derdeklasser 1. SC Göttingen 05. De resultaten verbeterden onder Zebec' opvolger niet genoeg en de ploeg uit Frankfurt moest barragewedstrijden spelen om handhaving. Hier werd MSV Duisburg over twee wedstrijden gemakkelijk opzij gezet, waardoor Frankfurt wel actief bleef in de hoogste Duitse voetbalklasse.

### Dinamo Zagreb (tweede periode)
Na zijn ontslag bij Frankfurt keerde Zebec terug naar Zagreb. Hij viel aan het einde van het seizoen 1983/84 in en behoedde de Blues voor degradatie. Hij leidde het team gedurende de eerste zeven speelrondes van het nieuwe seizoen, tot hij werd vervangen door Tomislav Ivić. In oktober 1984 trok de trainer zich al terug, vanwege slechte gezondheid. Het zou de laatste klus blijken voor de destijds 55-jarige oefenmeester.

## Andere elftallen

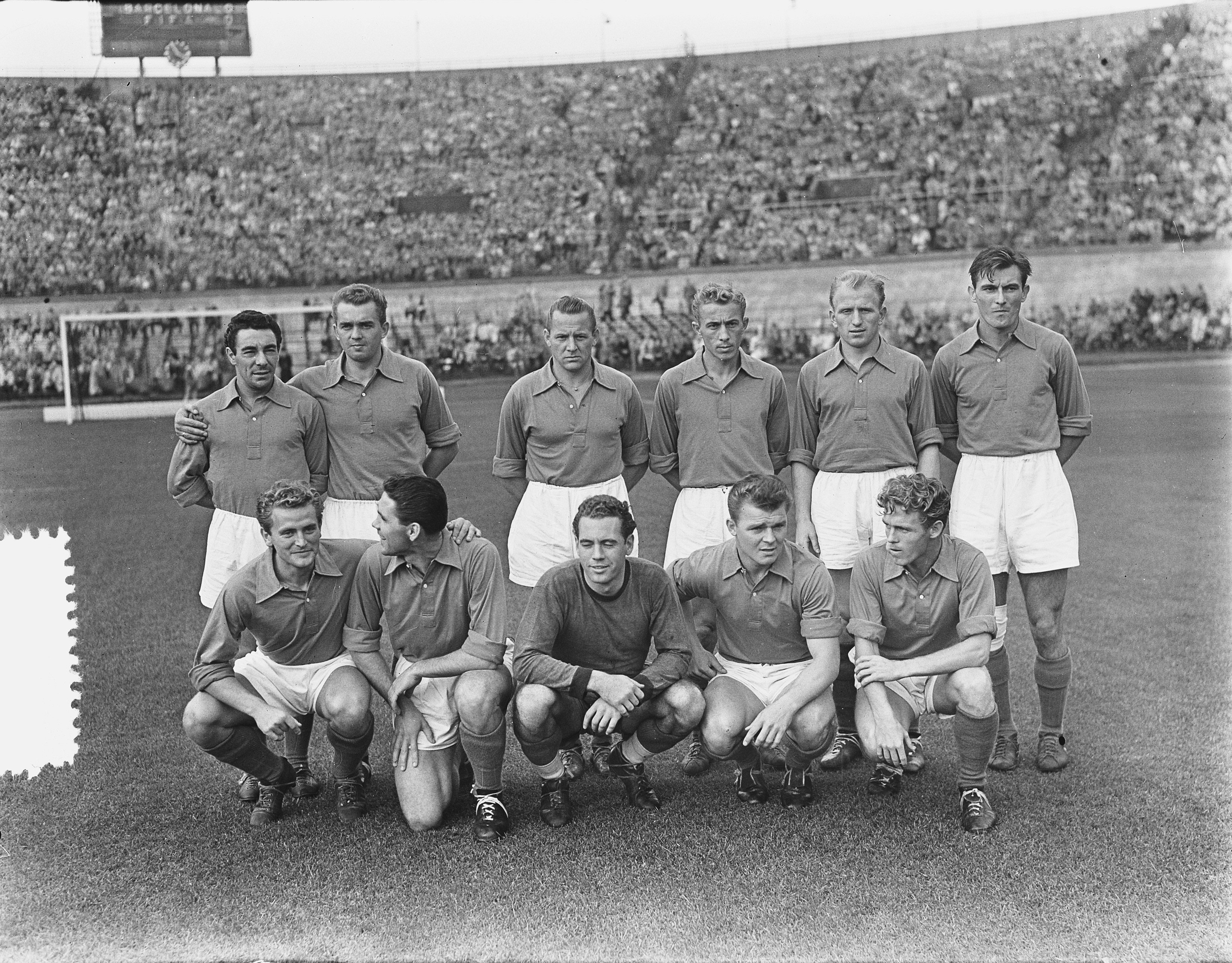
Branko Zebec (rechtsboven) op de elftalfoto met het "FIFA-elftal" voorafgaand aan een duel tegen FC Barcelona in het Olympisch stadion.

In de jaren 1950 en 1960 was het gebruikelijk dat vooraanstaande voetballers ook lokale clubs of gelegenheidselftallen ondersteunden. Daartoe hadden zij meer vrijheid in een tijdperk zonder reclame, tv-rechten of sponsornamen op shirts. Ook de minder volle speelschema's maakten meer vriendschappelijke wedstrijden mogelijk. Zebec nam als speler van FK Partizan in 1953 deel aan een demonstratiewedstrijd van het FIFA-elftal tegen Barcelona. De wedstrijd vond plaats in Amsterdam, in het Olympisch stadion op 30 september 1953. De kranten waren lovend over het elftal, dat bestond uit de grootste sterren van het Europese vasteland. Zo sprak De Waarheid na afloop over "voetbal zoals Nederland het zelden aanschouwde". Een kleine maand later speelde Zebec ook mee in een wedstrijd van het Europees voetbalelftal in en tegen Engeland ter gelegenheid van het 90-jarig bestaan van de Engelse voetbalbond. Dit duel eindigde in 4–4, mede dankzij treffers van Ladislao Kubala (2x) en Giampiero Boniperti (2x).

## Erelijst

### Als speler
FK Partizan
- Joegoslavische voetbalbeker: 1952, 1954, 1957

Rode Ster Belgrado
- Prva Liga: 1959/60

### Als trainer
Bayern München
- Bundesliga: 1968/69
- DFB-Pokal: 1969

Hamburger SV
- Bundesliga: 1978/79
- Europacup I verliezend finalist: 1980